# RCD Mallorca
Az Real Club Deportivo Mallorca spanyol labdarúgócsapat Palma de Mallorcáról, melyet 1916. március 5-én alapítottak, és jelenleg a spanyol élvonalbeli labdarúgó-bajnokság, a Primera División tagja.

## Története
A Baleár-szigetek legrégebbi klubját 1916-ban alapította Adolfo Vázquez mérnök. Az újonnan létrejött klub eredeti neve Junta Directiva del Alfonso XIII FBC lett XIII. Alfonz tiszteletére. Az első stadiont, a Buenos Airest ugyanez év március 25-én avatták fel egy FC Barcelona elleni 8–0-s vereséggel. Egy évvel később a klub új neve Real Sociedad Alfonso XIII lett, a ma is használt Club Deportivo Mallorcát 1931-ben vette fel. Ez elé 1949-ben kapta meg a Real (királyi) jelzőt, így alakult ki a ma ismert teljes hivatalos név.
A klub 1931-től eleinte regionális bajnokságokban indult. 1939-ben sikerült feljutnia a másodosztályba, ekkortól a másod- és a harmadosztály között ingázott. 1945-ben lett felavatva a klub új stadionja, az Es Fortí. 1958 és 1960 között egymás után jutott fel előbb a másod-, majd története során először az első osztályba, ám a La Liga-tagság ekkor még csak háromévesre sikerült.
Az 1980-as évektől már legfeljebb csak a másodosztályig esett vissza, 1981 és 1997 között a La Liga és a Segunda División között ingázott. 1997 óta folyamatosan első osztályú tag, ekkor harmadikként zárt a CP Mérida és az UD Salamanca mögött. 2003-ban, amikor a Gregorio Manzano irányította klub kilencedik lett a bajnokságban, sikerült megszereznie első Copa del Rey-trófeáját, öt évvel azután, hogy az előző döntőjét elbukta a Barcelona ellen. 1999-ben érte el legnagyobb nemzetközi sikerét, amikor a KEK utolsó kiírásának döntőjét játszhatta az SS Lazio ellen. A finálé végül az olasz csapat 2–1-es győzelmével zárult.
2008. július 22-én a klub részvényeinek 96 százaléka a kétes hírű brit üzletember, Paul Davidson kezébe került. Davidson később nem tudott érdemben munkálkodni pénzhiány miatt, így 2009. január 15-én a három évvel korábban a klubot már irányító Mateo Alemany lett az elnök.
2010 májusának végén a klub csődöt jelentett, azonban végül nem szűnt meg, ugyanis egy, többek között a korábbi vezetőedző Lorenzo Serra Ferrert és a mallorcai születésű teniszsztár Rafael Nadalt magában foglaló konzorcium megvásárolta az egyesületet. Ennek ellenére 2010. július 22-én, a nehéz pénzügyi helyzet miatt a Mallorcától megvonták az indulás jogát az Európa-ligában, hiába végzett az előző idényben ötödikként.

## Játékoskeret
2024. augusztus 17. szerint.
| #  |     | Poszt | Név                  |
| -- | --- | ----- | -------------------- |
| 1  | SVK | K     | Dominik Greif        |
| 2  | ESP | V     | Mateu Morey          |
| 3  | ESP | V     | JoanToni Lato        |
| 4  | BEL | V     | Siebe Van der Heyden |
| 5  | EQG | KP    | Omar Mascarell       |
| 6  | ESP | V     | José Manuel Copete   |
| 7  | KOS | CS    | Vedat Muriqi         |
| 8  | ESP | KP    | Manu Morlanes        |
| 9  | ESP | CS    | Abdón Prats          |
| 10 | ESP | KP    | Sergi Darder         |
| 11 | JPN | CS    | Aszano Takuma        |
| 12 | POR | KP    | Samuel Costa         |

| #  |     | Poszt | Név                                       |
| -- | --- | ----- | ----------------------------------------- |
| 13 | ESP | K     | Leo Román                                 |
| 14 | ESP | KP    | Dani Rodríguez (csapatkapitány-helyettes) |
| 17 | CAN | CS    | Cyle Larin                                |
| 18 | ESP | KP    | Antonio Sánchez                           |
| 19 | ESP | CS    | Javier Llabrés                            |
| 21 | ESP | V     | Antonio Raíllo (C)                        |
| 22 | COL | V     | Johan Mojica                              |
| 23 | ESP | V     | Pablo Maffeo                              |
| 24 | SVK | V     | Martin Valjent (3. csk.)                  |
| 25 | ESP | K     | Iván Cuéllar                              |
| 33 | COL | KP    | Daniel Luna                               |

### Kölcsönben
| #  |     | Poszt | Név           |
| -- | --- | ----- | ------------- |
| 31 | ESP | V     | Yuzún Ley     |
| 34 | ESP | CS    | Pau Mascaró   |
| 37 | ESP | V     | Carles Sogorb |
|    | ESP | K     | Pere García   |

| # |     | Poszt | Név           |
| - | --- | ----- | ------------- |
|   | ESP | V     | Samuel Guzmán |
|   | ESP | KP    | Cesc Riba     |
|   | ESP | KP    | Jan Salas     |
|   | ESP | CS    | Marc Domènech |

| # |     | Poszt | Név                                                     |
| - | --- | ----- | ------------------------------------------------------- |
|   | ESP | V     | David López (kölcsönben a Burgosnál 2025. június 30-ig) |

## Statisztika
| Szezon      | Osztály    | Poz. | Copa del Rey |
| ----------- | ---------- | ---- | ------------ |
| 1931/32     | 3ª         | 4.   |              |
| 1932-33-tól | Regionális | —    |              |
| 1935-36-ig  | Regionális | —    |              |
| 1939/40     | 2ª         | 7.   |              |
| 1940/41     | Regionális | —    |              |
| 1941/42     | Regionális | —    |              |
| 1942/43     | Regionális | —    |              |
| 1943/44     | 3ª         | 1.   |              |
| 1944/45     | 2ª         | 11.  |              |
| 1945/46     | 2ª         | 8.   |              |
| 1946/47     | 2ª         | 5.   |              |
| 1947/48     | 2ª         | 13.  |              |
| 1948/49     | 3ª         | 3.   |              |
| 1949/50     | 2ª         | 11.  |              |
| 1950/51     | 2ª         | 12.  |              |
| 1951/52     | 2ª         | 6.   |              |
| 1952/53     | 2ª         | 8.   |              |
| 1953/54     | 2ª         | 16.  |              |
| 1954/55     | 3ª         | 1.   |              |
| 1955/56     | 3ª         | 2.   |              |

| Szezon  | Osztály | Poz. | Copa del Rey |
| ------- | ------- | ---- | ------------ |
| 1956/57 | 3ª      | 1.   |              |
| 1957/58 | 3ª      | 1.   |              |
| 1958/59 | 3ª      | 1.   |              |
| 1959/60 | 2ª      | 1.   |              |
| 1960/61 | 1ª      | 9.   |              |
| 1961/62 | 1ª      | 11.  |              |
| 1962/63 | 1ª      | 13.  |              |
| 1963/64 | 2ª      | 3.   |              |
| 1964/65 | 2ª      | 1.   |              |
| 1965/66 | 1ª      | 15.  |              |
| 1966/67 | 2ª      | 5.   |              |
| 1967/68 | 2ª      | 4.   |              |
| 1968/69 | 2ª      | 3.   |              |
| 1969/70 | 1ª      | 15.  |              |
| 1970/71 | 2ª      | 9.   |              |
| 1971/72 | 2ª      | 12.  |              |
| 1972/73 | 2ª      | 10.  |              |
| 1973/74 | 2ª      | 11.  |              |
| 1974/75 | 2ª      | 17.  |              |
| 1975/76 | 3ª      | 9.   |              |

| Szezon  | Osztály | Poz. | Copa del Rey |
| ------- | ------- | ---- | ------------ |
| 1976/77 | 3ª      | 3.   |              |
| 1977/78 | 2ªB     | 18.  |              |
| 1978/79 | 3ª      | 13.  |              |
| 1979/80 | 3ª      | 1.   |              |
| 1980/81 | 2ªB     | 1.   |              |
| 1981/82 | 2ª      | 6.   |              |
| 1982/83 | 2ª      | 3.   |              |
| 1983/84 | 1ª      | 17.  |              |
| 1984/85 | 2ª      | 7.   |              |
| 1985/86 | 2ª      | 3.   |              |
| 1986/87 | 1ª      | 6.   |              |
| 1987/88 | 1ª      | 18.  |              |
| 1988/89 | 2ª      | 4.   |              |
| 1989/90 | 1ª      | 10.  |              |
| 1990/91 | 1ª      | 15.  |              |
| 1991/92 | 1ª      | 20.  |              |
| 1992/93 | 2ª      | 4.   |              |
| 1993/94 | 2ª      | 5.   |              |

| Szezon  | Osztály | Poz. | Copa del Rey |
| ------- | ------- | ---- | ------------ |
| 1994/95 | 2ª      | 12.  | Negyeddöntő  |
| 1995/96 | 2ª      | 3.   |              |
| 1996/97 | 2ª      | 3.   | 2. kör       |
| 1997/98 | 1ª      | 5.   | Döntő        |
| 1998/99 | 1ª      | 3.   | Negyeddöntő  |
| 1999/00 | 1ª      | 10.  |              |
| 2000/01 | 1ª      | 3.   | Negyeddöntő  |
| 2001/02 | 1ª      | 16.  | Nyolcaddöntő |
| 2002/03 | 1ª      | 9.   | Döntő        |
| 2003/04 | 1ª      | 11.  | Legjobb 32   |
| 2004/05 | 1ª      | 17.  | Legjobb 32   |
| 2005/06 | 1ª      | 13.  | 3. kör       |
| 2006/07 | 1ª      | 12.  | Nyolcaddöntő |
| 2007/08 | 1ª      | 7.   | Negyeddöntő  |
| 2008/09 | 1ª      | 9.   | Elődöntő     |
| 2009/10 | 1ª      | 5.   | Negyeddöntő  |
| 2010/11 | 1ª      | 17.  | Nyolcaddöntő |
| 2011/12 | 1ª      | —    |              |

## Elnökök
| Real Sociedad Alfonso XIII Football Club - Adolfo Vázquez Humasqué (1916) - Antoni Moner (1916–19) - Josep Ramis d'Ayreflor (1919–24) - Antoni Moner (1924–26) - Lluís Sitjar (1926–27) - Sebastià Sancho (1927) - Manuel Villalonga (1927–29) - Josep Ramis d'Ayreflor / Sebastià Sancho (1929–30) - Antonio Parietti / Lluís Sitjar (1930–31) Club Deportivo Mallorca - Lluís Sitjar / Josep Sancho / Ramón Cavaller (1931–32) - Miquel Seguí (1932–34) - Llorenç Lladó / Andreu Homar (1934–35) - Andreu Homar (1935–43) - Lluís Sitjar (1943–46) - Félix Pons Marqués (1946–47) Real Club Deportivo Mallorca - Joaquín Fuster / Andreu Homar / Joan de Vidal (1948–51) - Antoni Buades / Josep Tous (1951) - Antoni Buades / José María del Valle (1952) - Llorenç Munar (1955) | - Jaume Rosselló (1956–61) - Llorenç Munar (1961) - Joan de Vidal (1964–66) - Josep Barona (1966–67) - Josep Barona / Pau Servera (1967–68) - Pau Servera / Guillem Ginard (1969–70) - Guillem Ginard / Josep Fandós (1970–71) - Josep Fandós (1971–72) - Joan de Vidal (1972–74) - Joan de Vidal / Antoni Seguí (1974–75) - Antonio Seguí / Joan Ferrer (1975–76) - Guillem Ginard (1976-77) - Guillem Ginard / Miquel Contestí (1977–78) - Miquel Contestí (1978–92) - Miquel Dalmau (1992–95) - Bartomeu Beltrán (1995–98) - Guillem Reynés (1998–00) - Mateu Alemany (2000–05) - Vicenç Grande (2005–08) - Mateu Alemany (2008–09) - Tomeu Vidal (2009–10) - Josep Maria Pons (2010) - Jaume Cladera (2010–) |

## Vezetőedzők
- 1923–24, 1924–25  Ferry Proks "Zaubek"
- 1924–25, 1926–27  Ferrà /  Llauger
- 1926–27, 1929–30  Antoni Socias
- 1930–31  Jack Greenwell
- 1931–32  Paco Tomás
- 1932–33, 1934–35  Antoni Socias
- 1935–36  Alzamora
- 1935–36, 1937–38  Guzmán
- 1938–39 –
- 1939–40, 1940–41  Pagaza
- 1940–41  Alzamora
- 1941–42, 1942–43  Prat
- 1943–44  Cristòfol Martí
- 1944–45  Castro
- 1945–46, 1946–47  Patricio Caicedo
- 1946–47, 1947–48  Cristòfol Martí
- 1948–49  Balaguer
- 1948–49  Teodoro Mauri
- 1949–50  Patricio Caicedo
- 1949–50, 1953–54  Satur Grech
- 1953–54  Rotger
- 1954–55, 1955–56  Pau Vidal
- 1955–56  Plattkó István
- 1956–57  Andreu Quetglas
- 1957–58  Miquel Gual
- 1958–59, 1960–61  Juan Carlos Lorenzo
- 1960–61  José Luis Saso
- 1961–62  Satur Grech
- 1961–62, 1962–63  José Luis Saso
- 1962–63  Jaume Turró
- 1963–64  Arturo Llopis
- 1964–65  Juan Ramón
- 1964–65, 1965–66  César Rodríguez
- 1965–66  Héctor Rial
- 1966–67  Joseíto
- 1967–68  Vicente Dauder
- 1967–68  Juan Carlos Lorenzo
- 1967–68  Jaume Turró
- 1968–69  Vicente Sasot
- 1968–69, 1969–70  Forneris /  Rodríguez
- 1969–70  Sabino Barinaga
- 1970–71  Vic Reeves
- 1970–71, 1971–72  Juancho Forneris
- 1971–72  Otto Bumbel
- 1971–72, 1972–73  José Luis Saso
- 1972–73  Juancho Forneris
- 1973–74  Manuel Martínez "Manolín"
- 1973–74, 1974–75  César Rodríguez
- 1974–75  Hugo Villamide
- 1974–75  Alfredo Vera
- 1974–75, 1975–76  Manolo de la Torre
- 1976–77  Luis Costa
- 1977–78  Sánchez Alexanco
- 1977–78, 1978–79  Juancho Forneris
- 1978–79  Enrique Agustí
- 1978–79  Andreu Quetglas
- 1979–80, 1981–82  Antonio Oviedo
- 1981–82, 1982–83  Lucien Muller
- 1983–84  Koldo Aguirre
- 1983–84  Marcel Domingo
- 1984–85  Manolo Vilanova
- 1985–86  Benito Joanet
- 1985–86, 1987–88  Lorenzo Serra Ferrer
- 1987–88  Lucien Muller
- 1988–89  Ivan Brzić
- 1988–89, 1992–93  Lorenzo Serra Ferrer
- 1992–93, 1994–95  Jaume Bauzá
- 1994–95  Nando Pons
- 1994–95, 1995–96  José Antonio Irulegui
- 1995–96  José Manuel Esnal
- 1995–96, 1996–97  Víctor Muñoz
- 1996–97  Tomeu Llompart
- 1997–98, 1998–99  Héctor Cúper
- 1999–00  Mario Gómez
- 1999–00  Fernando Vázquez
- 2000–01  Luis Aragonés
- 2001–02  Bernd Krauss
- 2001–02  Sergije Krešić
- 2001–02  Tomeu Llompart
- 2002–03  Gregorio Manzano
- 2003–04  Jaime Pacheco
- 2003–04  Luis Aragonés
- 2003–04, 2004–05  Tomeu Llompart
- 2004-05  Benito Floro
- 2004–05, 2005–06  Héctor Cúper
- 2005–06, 2009–10  Gregorio Manzano
- 2010–11  Michael Laudrup
- 2011  Miquel Àngel Nadal
- 2011–2013  Joaquín Caparrós
- 2013  Gregorio Manzano
- 2013–2014  Jose Luis Oltra
- 2014  Lluís Carreras
- 2014  Javier Olaizola
- 2014  Miquel Soler
- 2014–2015  Valerij Karpin
- 2015  Miquel Soler
- 2015  Albert Ferrer
- 2015–2016  José Gálvez
- 2016–2017  Fernando Vázquez
- 2017–2020  Vicente Moreno
- 2020–2022  Luis García
- 2022–  Javier Aguirre

## Eredmények
- Copa del Rey:
  - Győztes: 2002–03

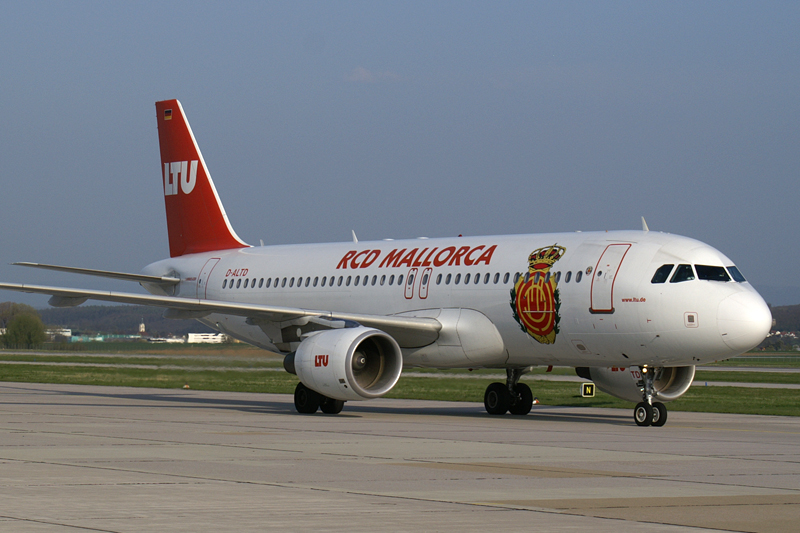
Az RCD Mallorca csapatának repülőgépe

  - Döntős: 1990–91, 1997–98, 2023–24,[8]
- Szuperkupa:
  - Győztes: 1998
  - Döntős: 2003
- KEK:
  - Döntős: 1998–99
- Másodosztály:
  - Győztes: 1959–60, 1964–65
- Harmadosztály:
  - Győztes: 1980–81

## Külső hivatkozások
- RCD Mallorca Hivatalos oldala